# Drugi rząd Dimityra Gławczewa
Drugi rząd Dimityra Gławczewa – 104. rząd w historii Bułgarii funkcjonujący od 27 sierpnia 2024 do 16 stycznia 2025.
W kwietniu 2024 w trakcie długotrwałego kryzysu politycznego prezydent Rumen Radew powołał techniczny pierwszy rząd Dimityra Gławczewa, a także rozpisał kolejne wybory parlamentarne na czerwiec 2024. Negocjacje po nich nie doprowadziły do utworzenia stałego rządu. W konsekwencji prezydent zapowiedział następne przedterminowe wybory na październik 2024. Nowy rząd techniczny miała utworzyć Gorica Grynczarowa-Kożarewa; prezydent odmówił jednak zatwierdzenia zaproponowanego przez nią składu gabinetu i nominowaniu Kalina Stojanowa na urząd ministra spraw wewnętrznych. Ostatecznie na funkcji premiera pozostał Dimityr Gławczew. Jego drugi rząd zaprzysiężono 27 sierpnia 2024.
Gabinet urzędował do 16 stycznia 2025, kiedy to został powołany zaaprobowany przez parlament rząd Rosena Żelazkowa.

## Skład rządu
- premier: Dimityr Gławczew[3]
- wicepremier, minister finansów: Ludmiła Petkowa
- minister spraw wewnętrznych: Atanas Iłkow
- minister rozwoju regionalnego i robót publicznych: Wioleta Koritarowa-Kasabowa
- minister pracy i polityki socjalnej: Iwajło Iwanow
- minister obrony: Atanas Zaprjanow
- minister spraw zagranicznych: Iwan Kondow
- minister sprawiedliwości: Marija Pawłowa
- minister edukacji i nauki: Galin Cokow
- minister zdrowia: Gala Kondewa-Mynkowa
- minister kultury: Najden Todorow
- minister ochrony środowiska i zasobów wodnych: Petyr Dimitrow
- minister rolnictwa i żywności: Georgi Tachow
- minister transportu i komunikacji: Krasimira Stojanowa
- minister gospodarki i przemysłu: Petko Nikołow
- minister innowacji i wzrostu: Rosen Karadimow
- minister energetyki: Władimir Malinow
- minister ds. e-administracji: Walentin Mundrow
- minister turystyki: Ewtim Miłoszew
- minister młodzieży i sportu: Georgi Głuszkow